# Championnat d'Espagne masculin de handball 2001-2002
Navigation
Liga ASOBAL 2000-2001 Liga ASOBAL 2002-2003
La saison 2001-2002 de la Liga ASOBAL est la 41e édition de la première division espagnole de handball.
Le PSA Pampelune de Jackson Richardson, élu meilleur joueur étranger, remporte son 1er titre dans la compétition,. Le Caja España Ademar León, tenant du titre, ne termine que troisième, étant devancé par le FC Barcelone. Pour ce dernier, c'est une saison noire : « Je viens de vivre la saison la plus difficile de mes dix-huit saisons d'entraîneur », confesse Valero Rivera dans le « Mundo Deportivo » après l'élimination de son équipe en quarts de finale de la Coupe du Roi, couac qui n'était pas survenu depuis la saison... 1979-80. Pour la première fois depuis neuf ans, le club catalan a fini la saison avec un seul titre, la victoire en Coupe ASOBAL faisant figure de maigre consolation.

## Classement final
Le classement final est, :
|    | Équipe                 | Pts | J  | G  | N | P  | Bp  | Bc  | Diff |
| -- | ---------------------- | --- | -- | -- | - | -- | --- | --- | ---- |
| 1  | PSA Pampelune S        | 53  | 30 | 25 | 3 | 2  | 854 | 738 | 116  |
| 2  | FC Barcelone L         | 48  | 30 | 23 | 2 | 5  | 912 | 725 | 187  |
| 3  | Ademar León T C        | 46  | 30 | 22 | 2 | 6  | 861 | 717 | 144  |
| 4  | BM Ciudad Real         | 46  | 30 | 22 | 2 | 6  | 859 | 744 | 115  |
| 5  | BM Altea               | 34  | 30 | 15 | 4 | 11 | 756 | 739 | 17   |
| 6  | CB Cantabria           | 32  | 30 | 14 | 4 | 12 | 743 | 751 | -8   |
| 7  | BM Valladolid          | 32  | 30 | 14 | 4 | 12 | 842 | 801 | 41   |
| 8  | Bidasoa Irún           | 31  | 30 | 15 | 1 | 14 | 773 | 770 | 3    |
| 9  | BM Gáldar              | 30  | 30 | 13 | 4 | 13 | 775 | 793 | -18  |
| 10 | BM Granollers          | 29  | 30 | 12 | 5 | 13 | 829 | 814 | 15   |
| 11 | SD Teucro P            | 25  | 30 | 11 | 3 | 16 | 825 | 857 | -32  |
| 12 | BM Valencia            | 25  | 30 | 12 | 1 | 17 | 844 | 877 | -33  |
| 13 | Frigorificos Morrazo   | 20  | 30 | 9  | 2 | 19 | 718 | 811 | -93  |
| 14 | Barakaldo UPV P        | 13  | 30 | 6  | 1 | 23 | 749 | 860 | -111 |
| 15 | Pilotes Posada Octavio | 11  | 30 | 4  | 3 | 23 | 754 | 870 | -116 |
| 16 | Ciudad de Roquetas P   | 5   | 30 | 2  | 1 | 27 | 675 | 902 | -227 |

|   | Qualification pour la Ligue des champions   |
|   | Qualification pour la coupe des Coupes itre |
|   | Qualification pour la coupe de l'EHF        |
|   | Relégation en Division 2                    |
| T | Tenant du titre                             |
| C | Vainqueur de la Coupe du Roi                |
| L | Vainqueur de la Coupe ASOBAL                |
| S | Vainqueur de la Supercoupe d'Espagne        |
| P | Promu de Division 2 en début de saison      |

Remarques :
- le BM Ciudad Real est qualifié pour la coupe des Coupes en tant que tenant du titre[4].

### Champion d'Espagne 2001-2002
| Champion d'Espagne de handball 2001-2002 PSA Pampelune 1er titre |

L'effectif du PSA Pampelune était :
- Gardiens de but
  -  Alexandru Buligan
  -  José Javier Hombrados
  -  Vladimir Rivero
  -  Xavier Casas
- Arrières
  -  Alberto Martín
  -  Mateo Garralda
  -  Mikhaïl Iakimovitch
- Demi-centre
  -  Oleg Kisselev
  -  Jackson Richardson
  -  Nedeljko Jovanović
- Ailiers
  -  Ambros Martín
  -  Óscar Mainer
  -  Alberto Urdiales
  -  Javier Ortigosa
- Pivots
  -  Dirk Beuchler
  -  Juancho Pérez
- Entraîneur
  -  Zupo Equisoain (es)

## Statistiques et récompenses

### Meilleurs buteurs
Les meilleurs buteurs sont :
| Rang | Joueur                  | Équipe             | Buts | Matchs | Moyenne |
| ---- | ----------------------- | ------------------ | ---- | ------ | ------- |
| 1    | Rafael Dasilva Iglesias | SD Teucro          | 201  | 30     | 6,7     |
| 2    | Patrick Cazal           | Elgorriaga Bidasoa | 183  | 28     | 6,5     |
| 3    | Ion Belaustegui         | Ademar León        | 151  | 27     | 5,6     |
| 4    | Zvonimir Bilić          | BM Valladolid      | 149  | 27     | 5,5     |
| 5    | Eduardo Domínguez       | Elgorriaga Bidasoa | 149  | 30     | 4,9     |

Les meilleurs gardiens de buts (en nombre d'arrêts) sont :
| Rang | Joueur                | Équipe                 | Arrêts |
| ---- | --------------------- | ---------------------- | ------ |
| 1    | Peter Nørklit (en)    | BM Altea               | 370    |
| 2    | José Javier Hombrados | Portland San Antonio   | 346    |
| 3    | Vicente Álamo         | Ademar León            | 339    |
| 4    | Diego Moyano          | BM Gáldar              | 321    |
| 5    | Xavi Pascual          | Pilotes Posada Octavio | 272    |

### Meilleurs joueurs
Les meilleurs joueurs de la saison 2001-2002 sont ,, :
- meilleur joueur espagnol : Alberto Entrerríos (FC Barcelone) ; autres joueurs nommés : Talant Dujshebaev (BM Ciudad Real), Juanín García (Ademar León), José Javier Hombrados (Portland San Antonio), David Barrufet (FC Barcelone) ;
- meilleur joueur étranger :  Jackson Richardson (Portland San Antonio) ; autres joueurs nommés : Kasper Hvidt (Ademar León), László Nagy (FC Barcelone), Kristian Kjelling (Ademar León), Nedeljko Jovanović (Portland San Antonio) ;
- meilleur espoir :  Iker Romero (BM Ciudad Real) ; autres joueurs nommés : Santiago Urdiales (BM Ciudad Real), Raúl Entrerríos (Ademar León), Javier Ortigosa (Portland San Antonio), Antonio Cartón (Ademar León).